# Cristina Zamfir
Cristina Florina Zamfir (n. 29 septembrie 1989, în Slatina) este o jucătoare de handbal profesionistă din România. În prezent evoluează la clubul CSM Corona Brașov.

## Biografie
Cristina Florina Zamfir s-a născut în Slatina, pe data de 29 septembrie 1989. Ea are o soră mai mare, Mădălina. Handbalista a terminat Facultatea de Educație Fizică și Sport Craiova.

### Începutul
Cristina a început handbalul la 11 ani, la Școala 11 din Slatina: „Eram în clasa a patra când a venit domn’ profesor Dăbuleanu și a întrebat cine vrea să facă handbal. Ne-am dus a doua zi mai multe fete de la școala nr. 11. Atunci eu făceam de toate, pictură, dansuri. Cu handbalul n-aveam nici o treabă. Eram portar și stăteam la patru metri de poartă. Apoi ne-am mutat la școala 5, unde l-am avut diriginte pe domnul Teșileanu. Țin minte că mă duceam în oglindă la baie, să ridic brațul sus. Plângeam când luam câte o minge în față”.

### Promovarea în Liga Națională
Tânăra jucătoare a făcut parte dintr-o generație de excepție a handbalului slătinean, care a dus în premieră o formație feminină din Olt în Liga Națională. „Când am promovat în Ligă cu KZN Slatina eram junioară. Trecerea a fost dificilă, pentru că nu aveam nici o jucătoare cu experiență, iar multe fete s-au accidentat. Am obținut doar o victorie și un egal și n-am reușit să ne menținem”.
La începutul stagiunii 2009-2010 a semnat cu Tomis Constanța, unde a obținut medalia de bronz în campionat și calificarea în viitoarea ediție a Cupei Cupelor. „Am avut mai multe oferte, dar am ales să joc la Constanța pentru contractul avantajos. Obiectivul a fost locurile 1-5. În timpul campionatului am fost și pe poziția a zecea, dar ne-am revenit. Acolo am fost bine primită”.
Cristina a evoluat la echipele: KZN Slatina și CS Tomis Constanța (pentru un an și jumătate). Până în vara anului 2016, ea a jucat la echipa Corona Brașov, antrenată de Bogdan Burcea. Din sezonul 2016-2017, a schimbat echipa, plecând la SCM Craiova. În 2024 după opt ani petrecuți la echipa craioveană ea s-a întors la Corona Brașov.

## Palmares
- Liga Campionilor:
  - Calificări: 2019

- Cupa Cupelor:
  - Optimi: 2011
  - Turul 3: 2014

- Cupa EHF:
  -  Câștigătoare: 2018
  - Semifinalistă: 2016
  - Optimi: 2015
  - Grupe: 2019
  - Turul 2: 2020

- Liga Națională:
  -  Medalie de argint: 2014, 2018
  -  Medalie de bronz: 2015, 2016

- Cupa României:
  -  Finalistă: 2017
  - Semifinalistă: 2014

- Supercupa României:
  -  Finalistă: 2017

- Campionatul European pentru Tineret:
  -  Medalie de bronz: 2007

## Statistică goluri și pase de gol
Conform Federației Române de Handbal, Federației Europene de Handbal și Federației Internaționale de Handbal:
| Sezon         | Echipă | Goluri |
| ------------- | ------ | ------ |
|               |        |        |
| 2012-13       |        |        |
| Corona Brașov | 11     |        |
|               |        |        |
| 2013-14       |        |        |
| Corona Brașov | 111    |        |
|               |        |        |
| 2014-15       |        |        |
| Corona Brașov | 193    |        |
|               |        |        |
| 2015-16       |        |        |
| Corona Brașov | 202    |        |
|               |        |        |
| 2016-17       |        |        |
| SCM Craiova   | 185    |        |
|               |        |        |
| 2017-18       |        |        |
| SCM Craiova   | 145    |        |
|               |        |        |
| 2018-19       |        |        |
| SCM Craiova   | 58     |        |
|               |        |        |
| 2019-20       |        |        |
| SCM Craiova   | 19     |        |
|               |        |        |
| 2020-21       |        |        |
| SCM Craiova   | 108    |        |
|               |        |        |
| 2021-22       |        |        |
| SCM Craiova   | 70     |        |
|               |        |        |
| 2022-23       |        |        |
| SCM Craiova   | 32     |        |
|               |        |        |
| 2023-24       |        |        |
| SCM Craiova   | 43     |        |

| Sezon         | Echipă | Goluri |
| ------------- | ------ | ------ |
|               |        |        |
| 2012-13       |        |        |
| Corona Brașov | 13     |        |
|               |        |        |
| 2013-14       |        |        |
| Corona Brașov |        |        |
|               |        |        |
| 2014-15       |        |        |
| Corona Brașov | 4      |        |
|               |        |        |
| 2015-16       |        |        |
| Corona Brașov | 9      |        |
|               |        |        |
| 2016-17       |        |        |
| SCM Craiova   | 30     |        |
|               |        |        |
| 2017-18       |        |        |
| SCM Craiova   | -      |        |
|               |        |        |
| 2018-19       |        |        |
| SCM Craiova   | -      |        |
|               |        |        |
| 2019-20       |        |        |
| SCM Craiova   | 6      |        |
|               |        |        |
| 2020-21       |        |        |
| SCM Craiova   | 4      |        |
|               |        |        |
| 2021-22       |        |        |
| SCM Craiova   | -      |        |
|               |        |        |
| 2022-23       |        |        |
| SCM Craiova   | -      |        |
|               |        |        |
| 2023-24       |        |        |
| SCM Craiova   | 4      |        |

| Sezon       | Echipă | Goluri |
| ----------- | ------ | ------ |
|             |        |        |
| 2016-17     |        |        |
| SCM Craiova | 4      |        |

| Ediția          | Echipă | Goluri | Pase de gol |
| --------------- | ------ | ------ | ----------- |
|                 |        |        |             |
| Turcia 2007     |        |        |             |
| România tineret | 15     | 16     |             |

| Ediția                  | Echipă | Goluri | Pase de gol |
| ----------------------- | ------ | ------ | ----------- |
|                         |        |        |             |
| Ungaria și Croația 2014 |        |        |             |
| România                 | -      | 1      |             |
|                         |        |        |             |
| Suedia 2016             |        |        |             |
| România                 | 13     | 11     |             |

| Ediția        | Echipă | Goluri | Pase de gol |
| ------------- | ------ | ------ | ----------- |
|               |        |        |             |
| Germania 2017 |        |        |             |
| România       | 14     | 6      |             |

| Sezon                | Echipă | Goluri |
| -------------------- | ------ | ------ |
|                      |        |        |
| 2018-19 (Calificări) |        |        |
| SCM Craiova          | 9      |        |

| Sezon              | Echipă | Goluri |
| ------------------ | ------ | ------ |
|                    |        |        |
| 2010-11            |        |        |
| CS Tomis Constanța | 26     |        |
|                    |        |        |
| 2013-14            |        |        |
| Corona Brașov      | 5      |        |

| Sezon         | Echipă | Goluri |
| ------------- | ------ | ------ |
|               |        |        |
| 2014-15       |        |        |
| Corona Brașov | 27     |        |
|               |        |        |
| 2015-16       |        |        |
| Corona Brașov | 57     |        |
|               |        |        |
| 2017-18       |        |        |
| SCM Craiova   | 69     |        |
|               |        |        |
| 2018-19       |        |        |
| SCM Craiova   | 10     |        |
|               |        |        |
| 2019-20       |        |        |
| SCM Craiova   | 1      |        |